# Nguyễn Đức Chung
Nguyễn Đức Chung (sinh ngày 3 tháng 8 năm 1967) là một cựu Thiếu tướng Công an nhân dân Việt Nam và chính trị gia người Việt Nam. Ông là cựu Chủ tịch Ủy ban nhân dân thành phố Hà Nội, đến tháng 8/2020 thì bị khởi tố và bắt tạm giam.
Nguyễn Đức Chung từng là Giám đốc Công an thành phố Hà Nội (2012-2016), đại biểu Quốc hội Việt Nam khóa XIII (2011-2016), thuộc đoàn đại biểu thành phố Hà Nội, Ủy viên Ủy ban Tư pháp của Quốc hội khoá 13. Trong Đảng Cộng sản Việt Nam, ông từng giữ chức vụ Ủy viên Ban Chấp hành Trung ương Đảng Cộng sản Việt Nam khóa XII, Phó Bí thư Thành ủy Hà Nội.
Ông bị tạm đình chỉ công tác 90 ngày kể từ ngày 11 tháng 8 năm 2020 để điều tra, xác minh làm rõ trách nhiệm có liên quan trong một số vụ án. Đến ngày 25 tháng 9 năm 2020 thì ông chính thức bị bãi nhiệm các chức vụ. Trước đó, lái xe riêng và thư ký của ông đều đã bị tạm giam để điều tra về việc đánh cắp bí mật Nhà nước. Ngày 22 tháng 11 năm 2020, Cơ quan điều tra Bộ Công an công bố việc ông Nguyễn Đức Chung đã có vai trò chủ mưu trong vụ đánh cắp nhiều tài liệu mật về vụ án Nhật Cường (vụ án mà ông Chung cũng có dính líu). Ngày 2 tháng 12 năm 2020, Ủy ban Kiểm tra Trung ương ra thông báo quyết định đang xem xét thi hành kỷ luật khai trừ ra khỏi Đảng đối với ông Chung.

## Xuất thân
Nguyễn Đức Chung sinh ngày 3 tháng 8 năm 1967, tại xã Yển Khê, huyện Thanh Ba, tỉnh Phú Thọ. Nguyên quán tại xã Thăng Long, thị xã Kinh Môn, Tỉnh Hải Dương.
Ông có anh trai ruột là thiếu tướng Nguyễn Tiến Thành, Phó Chánh thanh tra Bộ Quốc phòng.

## Giáo dục
- Tốt nghiệp cấp 3 tại Vĩnh Chân, Hạ Hòa, Phú Thọ[cần dẫn nguồn]
- Cử nhân chuyên ngành điều tra tội phạm, Học viện Cảnh sát nhân dân, học khóa D11 (1985-1990)[7][8]
- Cử nhân ngành quản trị kinh doanh, Đại học Thương mại Hà Nội[8]
- Tiến sĩ Luật học[8]

## Sự nghiệp

### Ngành Công an
- Từ 10/1985 - 5/1990: Học viên Trường Học viện Cảnh sát nhân dân.
- Từ 6/1990 - 10/1997: Cán bộ Đội Trọng án Phòng Cảnh sát điều tra - Công an TP Hà Nội.
- Từ 11/1997 - 3/1999: Đội phó Đội Trọng án Phòng Cảnh sát điều tra - Công an TP Hà Nội.
- Từ 4/1999 - 10/2001: Đội trưởng Đội Trọng án Phòng Cảnh sát điều tra - Công an TP Hà Nội.
- Từ 11/2001 - 10/2004: Phó Trưởng phòng Cảnh sát điều tra - Công an TP Hà Nội.
- Từ 1/2002 - 11/2010: Điều tra viên cao cấp, Phó Thủ trưởng Cơ quan Cảnh sát điều tra - Công an TP Hà Nội.
- Từ 10/2004 - 11/2007: Phó Trưởng phòng Cảnh sát hình sự - Công an TP Hà Nội.
- Từ 12/2007 - 9/2010: Trưởng phòng Cảnh sát hình sự - Công an TP Hà Nội.
- Từ 9/2010 - 3/2011: Phó Giám đốc Công an TP Hà Nội kiêm Trưởng phòng Cảnh sát hình sự.
- Từ 3/2011 - 9/2012: Phó Giám đốc Công an TP Hà Nội.
- Từ 12/2010 - 12/2012: Thủ trưởng Cơ quan Cảnh sát điều tra - Công an TP Hà Nội.
- Từ 5/2011: Đại biểu Quốc hội khóa XIII, Ủy viên Ủy ban Tư pháp của Quốc hội.
- Từ 6/2012: Phó Trưởng ban Thường trực Ban Chỉ đạo thực hiện Nghị quyết 09 của Thành ủy và BCĐ 138 TP Hà Nội.
- Từ 9/2012: Bí thư Đảng ủy, Giám đốc Công an TP Hà Nội (Thủ trưởng Cơ quan Cảnh sát điều tra Công an TP Hà Nội đến tháng 12/2012).
Ông được bổ nhiệm làm Giám đốc Công an thành phố Hà Nội từ tháng 9 năm 2012, kế nhiệm Trung tướng Nguyễn Đức Nhanh nghỉ hưu, nhưng vẫn mang hàm Đại tá.
Nguyễn Đức Chung được phong hàm Thiếu tướng ngày 13 tháng 7 năm 2013 khi mới 46 tuổi - Thiếu tướng trẻ nhất ngành Công an thời điểm được phong quân hàm. Ông được trao các bằng khen Anh hùng lực lượng vũ trang nhân dân (năm 2004), Huân chương Bảo vệ Tổ quốc hạng nhất (năm 2007), Huân chương Chiến công hạng nhất

### Làm việc tại Hà Nội
Ngày 02 tháng 11 năm 2015, Hội nghị lần thứ nhất, Đại hội Đảng bộ thành phố Hà Nội khóa XVI nhiệm kỳ 2015 – 2020, ông được bầu làm Phó Bí thư Thành ủy Hà Nội.

#### Chủ tịch thành phố Hà Nội
Ngày 04 tháng 12 năm 2015, Hội đồng nhân dân thành phố Hà Nội bầu Nguyễn Đức Chung làm Chủ tịch Ủy ban nhân dân thành phố Hà Nội thay ông Nguyễn Thế Thảo.
Ngày 10 tháng 12 năm 2015, Thủ tướng Nguyễn Tấn Dũng đã ký Quyết định số 2225/QĐ-TTg phê chuẩn việc bầu chức vụ Chủ tịch UBND TP Hà Nội nhiệm kỳ 2011- 2016 đối với ông Nguyễn Đức Chung, Phó Bí thư Thành ủy, Thiếu tướng, Giám đốc Công an TP Hà Nội.
Tháng 1 năm 2016, tại Đại hội đại biểu toàn quốc lần thứ XII của Đảng, ông trúng cử Ủy viên Ban Chấp hành Trung ương Đảng Cộng sản Việt Nam khóa XII.
Ngày 15 tháng 3 năm 2016, Đảng ủy Công an Trung ương, Bộ Công an đã quyết định cử Thiếu tướng (sau được thăng Trung tướng) Đoàn Duy Khương, Trợ lý của Đại tướng Trần Đại Quang, Ủy viên Bộ Chính trị, Bộ trưởng Bộ Công an giữ chức vụ Giám đốc Công an TP Hà Nội kế nhiệm ông.
Sáng 14/6/2016, HĐND TP Hà Nội khóa 15 họp kỳ thứ nhất bầu chức danh Chủ tịch UBND thành phố nhiệm kỳ 2016-2021, Với hơn 96% phiếu đồng ý, Nguyễn Đức Chung tiếp tục giữ chức Chủ tịch UBND TP Hà Nội khoá mới.
Vào tháng 4 năm 2017, vụ tranh chấp đất đai ở xã Đồng Tâm lên tới đỉnh điểm khi một số công dân xã Đồng Tâm đã giữ 38 người gồm cán bộ huyện Mỹ Đức và cán bộ, chiến sĩ công an tại Nhà văn hóa thôn Hoành. Khi đó, ông Chung đã về UBND xã Đồng Tâm đối thoại trực tiếp với người dân, ghi nhận 21 vấn đề bức xúc của bà con và hứa sẽ chỉ đạo giải quyết công tâm.

## Quân hàm
| Năm thụ phong | –      | 2013        |
| ------------- | ------ | ----------- |
| Quân hàm      |        |             |
| Cấp bậc       | Đại tá | Thiếu tướng |

## Điều tra và khởi tố
Ngày 11 tháng 8 năm 2020, ông bị Thủ tướng Nguyễn Xuân Phúc đình chỉ công tác chức vụ Chủ tịch UBND thành phố Hà Nội để "xác minh, điều tra làm rõ trách nhiệm có liên quan trong một số vụ án theo quy định của pháp luật". Cùng ngày, Bộ Chính trị cũng đã quyết định đình chỉ sinh hoạt Ban Chấp hành Đảng bộ, Ban Thường vụ Thành ủy Hà Nội và đình chỉ chức vụ Phó Bí thư Thành ủy Hà Nội đối với ông Nguyễn Đức Chung, Ủy viên Trung ương Đảng, Phó Bí thư Thành ủy, Chủ tịch Ủy ban nhân dân thành phố Hà Nội. Ông là cấp tướng và là tiến sĩ luật thứ hai của bộ CA lại vi phạm luật đến mức khởi tố sau ông Bùi Quốc Huy, làm cho dân có quyền đặt câu hỏi về các tiến sĩ luật nói riêng và các tiến sĩ khác của bộ CA.
Thiếu tướng Tô Ân Xô, Chánh Văn phòng Bộ Công an cho biết, ông Nguyễn Đức Chung (Chủ tịch UBND TP Hà Nội) đang bị điều tra, làm rõ mối liên quan đến 3 vụ án: Vụ "buôn lậu, vi phạm quy định về kế toán gây hậu quả nghiêm trọng; rửa tiền; vi phạm quy định về đấu thầu gây hậu quả nghiêm trọng" xảy ra tại Công ty Trách nhiệm hữu hạn Thương mại và Dịch vụ Kỹ thuật Nhật Cường. Vụ án thứ hai là "vi phạm quy định về quản lý sử dụng tài sản nhà nước gây thất thoát, lãng phí" xảy ra tại UBND TP Hà Nội và các đơn vị liên quan. Vụ án thứ ba là "chiếm đoạt tài liệu bí mật nhà nước" xảy ra tại Hà Nội.
Sáng ngày 25 tháng 9 năm 2020, HĐND TP Hà Nội tổ chức kỳ họp bất thường nhằm thống nhất với tờ trình bãi nhiệm chức vụ Chủ tịch Ủy ban nhân dân thành phố Hà Nội đối với ông Nguyễn Đức Chung, 95 trong số 96 đại biểu HĐND TP Hà Nội có mặt đã biểu quyết bằng hình thức giơ tay biểu quyết nhất trí thông qua việc này.
Ngày 29 tháng 9 năm 2020, tại Quyết định 1476/QĐ-TTg, Thủ tướng Chính phủ Nguyễn Xuân Phúc phê chuẩn kết quả bãi nhiệm chức vụ Chủ tịch UBND TP Hà Nội nhiệm kỳ 2016 - 2021 đối với ông Nguyễn Đức Chung, do có hành vi vi phạm pháp luật.
Ngày 28 tháng 8 năm 2020, Cơ quan An ninh điều tra Bộ Công an đã ra quyết định Khởi tố bị can, Lệnh bắt tạm giam 04 tháng, Lệnh khám xét chỗ ở và nơi làm việc đối với ông Nguyễn Đức Chung về hành vi "Chiếm đoạt tài liệu bí mật Nhà nước"
Ngày 3 tháng 9 năm 2020, thường trực HĐND TP Hà Nội đã có quyết định tạm đình chỉ việc thực hiện nhiệm vụ, quyền hạn đại biểu HĐND TP Hà Nội khóa 15, nhiệm kỳ 2015-2021 đối với ông Nguyễn Đức Chung.

## Kỷ luật
Trong hai ngày 1 và 2 tháng 12 năm 2020, Ủy ban Kiểm tra Trung ương đã họp kỳ thứ 50 nhằm xem xét việc thi hành kỷ luật đối với ông Nguyễn Đức Chung. Theo đó, Ủy ban Kiểm tra Trung ương đã đề nghị Bộ Chính trị, Ban Chấp hành Trung ương xem xét thi hành kỷ luật khai trừ Đảng đối với ông Nguyễn Đức Chung, Uỷ viên Trung ương Đảng, nguyên Phó Bí thư Thành ủy, nguyên Bí thư Ban cán sự Đảng, nguyên Chủ tịch UBND Thành phố Hà Nội.

## Bị kết án tù giam

### Vụ án "Chiếm đoạt tài liệu bí mật nhà nước" liên quan đến vụ án Công ty Nhật Cường
Trưa 11/12/2020, TAND TP Hà Nội đã tiến hành tuyên án vụ án "Chiếm đoạt tài liệu bí mật nhà nước" liên quan đến vụ án Công ty Nhật Cường, thuộc diện Ban Chỉ đạo Trung ương về phòng, chống tham nhũng theo dõi, chỉ đạo. Tòa đã tuyên án phạt ông Nguyễn Đức Chung 5 năm tù về tội "Chiếm đoạt tài liệu bí mật nhà nước" theo quy định tại Điều 337 – Bộ luật Hình sự năm 2015.

### Tạo điều kiện cho công ty của gia đình thắng gói thầu cung cấp chế phẩm hỗ trợ lọc nước cho thành phố Hà Nội
Chiều 13/12/2021, về tội Lợi dụng chức vụ, quyền hạn trong khi thi hành công vụ, TAND Hà Nội tuyên phạt Nguyễn Đức Chung 8 năm tù với cáo buộc để công ty gia đình mua chế phẩm Redoxy-3C về bán cho thành phố.

### Tạo điều kiện cho liên danh Đông Kinh – Nhật Cường thắng gói thầu cung cấp dịch vụ “số hóa” cho thành phố Hà Nội
Ngày 31/12/2021, Nguyễn Đức Chung lãnh thêm 3 năm tù về tội lợi dụng chức vụ, quyền hạn trong khi thi hành công vụ, tạo lợi thế cho liên danh Đông Kinh - Nhật Cường trúng thầu.
Tổng hợp hình phạt, bị cáo Nguyễn Đức Chung phải chấp hành 12 năm tù tính từ ngày bị bắt là 28/8/2020.

### Vụ án “thổi” giá cây xanh ở Hà Nội
Ngày 27.3.2023, Cơ quan Cảnh sát điều tra đề nghị Viện KSND tối cao truy tố ông Nguyễn Đức Chung, cựu Chủ tịch UBND TP.Hà Nội, về tội lợi dụng chức vụ quyền hạn trong khi thi hành công vụ. Ông bị cáo buộc đã thiên vị cho các công ty, cá nhân có mối quan hệ thân thiết với mình để thực hiện dự án trồng cây tại Hà Nội, gây thiệt hại lớn cho tài sản Nhà nước.
Sau 4 ngày xét xử, chiều ngày 28/8/2023. ông Chung bị phạt thêm 18 tháng tù. Tổng hợp 3 bản án trước, ông Chung phải chấp hành 13 năm 6 tháng tù.

## Phát biểu
- Chiều ngày 4 tháng 1 năm 2017, ông Nguyễn Đức Chung lần đầu tiên đến dự Hội nghị Tổng kết của Sở Quy hoạch Kiến trúc (QHKT) Hà Nội, đã phát biểu: "TP Hà Nội đang phải trả giá vì đã băm nát quy hoạch".[30]
- Tại hội nghị quán triệt kế hoạch của thành phố về tăng cường kiểm tra, đôn đốc, xử lý vi phạm trật tự giao thông, đô thị sáng 4-3-2017, ông Nguyễn Đức Chung khẳng định "Phải có 'chống lưng' thì mới dám bán công khai (vi phạm vỉa hè - PV). Tôi đã có điều tra rất kỹ, 87% các quán đều có công an đứng sau. Tôi xin nói ở đây không phải chỉ có công an thành phố mà có cả các cục nghiệp vụ của Bộ."[31]

## Cuộc sống gia đình
Ông Chung có nhà riêng ở số 88 Trung Liệt, quận Đống Đa, TP Hà Nội. Ông sống tại căn nhà này từ khi đang làm việc tại Công an TP Hà Nội. Khi cơ quan thực thi pháp luật đến khám nhà, ông không có mặt tại nhà.
Ông có vợ là bà Nguyễn Thị Trúc Chi Hoa - Giám đốc công ty Minh Hoa, kinh doanh chuỗi siêu thị Minh Hoa. Tuy nhiên sau khi ông Chung bị bắt thì bà Hoa đã rút gần hết vốn khỏi công ty này.
Ông có 2 con là Nguyễn Đức Hạnh (1995) và Nguyễn Đức Minh Hiền (1999). Nguyễn Đức Hạnh từng được đồn là có quan hệ tình cảm với ca sĩ Chi Pu.